# Federalist-Artikel Nr. 70

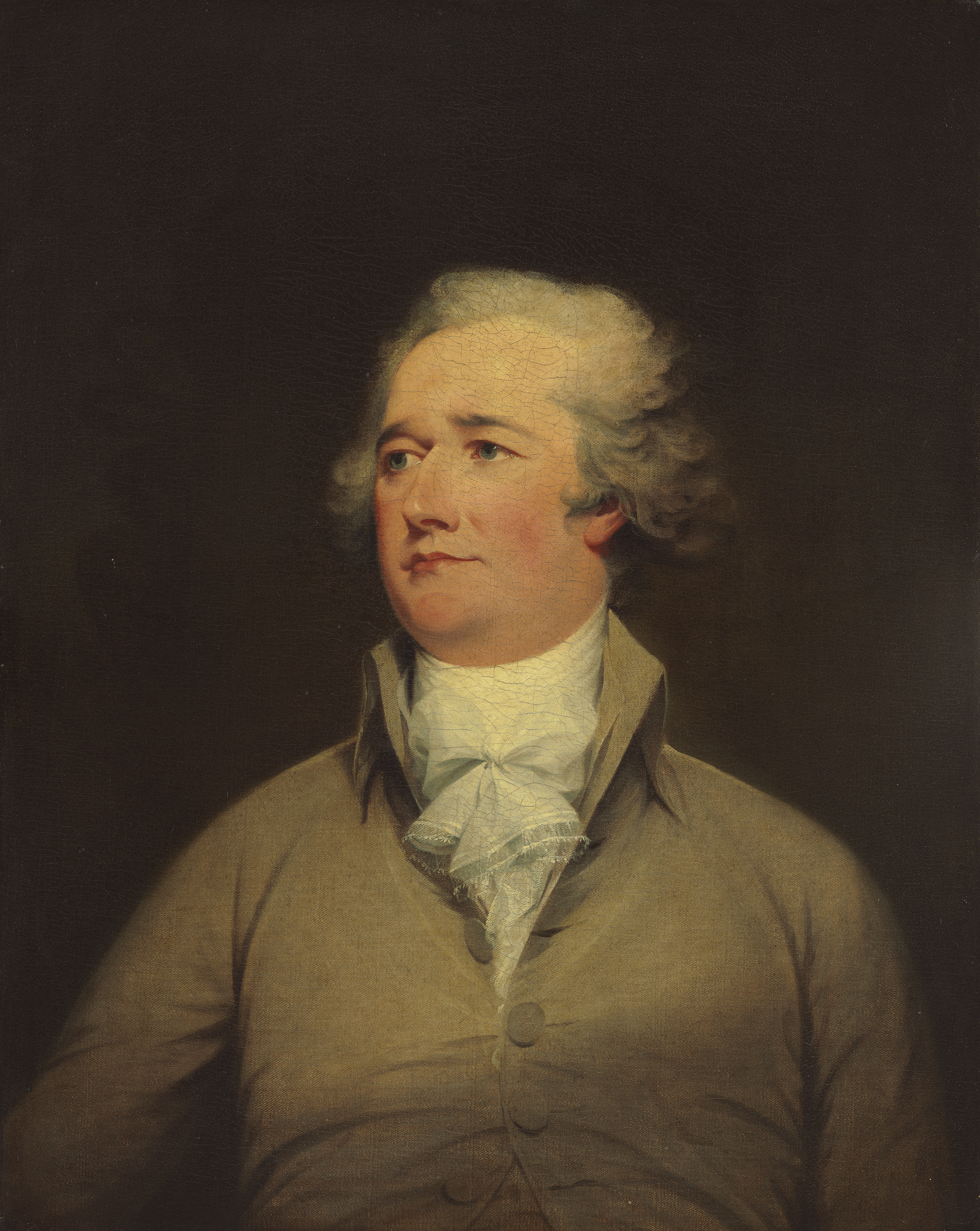
Alexander Hamilton, Autor des Federalist-Artikel Nr. 1

Der Federalist-Artikel Nr. 70 ist der 36. Federalist Papers–Artikel von Alexander Hamilton. Diese waren eine Reihe von 85 Essays, die 1787/88 von James Madison, Hamilton und John Jay geschrieben wurden, um die Ratifikation der Verfassung der Vereinigten Staaten in den dreizehn Einzelstaaten zu verteidigen. 

## Hintergrund
Die erste Verfassung der Vereinigten Staaten, die Konföderationsartikel (Articles of Confederation), erwies sich schon wenige Jahre nach ihrer Ratifizierung 1781 als unzureichend. Unter anderem wurde der Bundesregierung nicht einmal erlaubt, Steuern zu erheben. Um eine Verfassungsreform herbeizuführen, bildete sich deshalb die Föderalistische Partei um solche Figuren wie Alexander Hamilton und James Madison, die 1786 in der Annapolis Convention ein Verfassungskonvent beriefen. 1787 überzeugten sie die Philadelphia Convention, eine neue Verfassung mit starker Nationalregierung zu verabschieden. In den nächsten Jahren würden die einzelnen Bundesstaaten in Ratifikationskonventen über die Verfassung entscheiden müssen. Hamilton initiierte das Projekt der Federalist Papers, um die Konvente zu beeinflussen, und gewann Madison und John Jay dafür. Gemeinsam würden sie über die nächsten Monate 85 Artikel schreiben, die heute zu den bedeutendsten Kommentaren zur Verfassung der Vereinigten Staaten gehören.
Federalist-Artikel Nr. 70 erschien am 15. März 1788 im Independent Journal unter dem gemeinsamen Pseudonym der drei Autoren, Publius.

## Inhalt
Hamilton antwortet in diesem Essay auf Anti-Föderalisten wie George Mason, die im Amt eines einzelnen Präsidenten eine Gefahr für die Republik sahen und stattdessen einen Exekutivrat forderten. Sein Ziel ist es, die Zweckmäßigkeit einer energischen Exekutive zu verteidigen, einem Grundgedanken seines politischen Denkens.
Für ihn stehe die Position der Anti-Föderalisten im Gegensatz zum Republikanismus, da Energie in der Exekutive eine Voraussetzung für eine gute Regierung sei. Sonst könne es seine Aufgaben der Landesverteidigung, der Ausführung der Gesetze und des Schutzes des Eigentums und der Freiheit der Bürger nicht gewissenhaft ausführen. Als Beispiel führt er die Römische Republik auf, die in Krisenzeiten einen Diktator mit Vollmachten ausstattete, also eine besonders starke Exekutive schuf. So sollte die Republik vor ihren äußeren wie inneren Feinden geschützt werden. Wiederum bedeute eine schwache Exekutive eine schlechte Regierung.
Darauf erläutert er die Einheit in einer Person als Grundprinzip einer starken Exekutive, da dieser deutlich entschlossener und geheimer als ein Rat arbeiten könne. Diese Einheit durch eine Art Consulat oder Exekutivrat zu brechen, schwäche die Regierung nur. Dies werde durch die Auseinandersetzungen zwischen verschiedenen römischen Konsuln illustriert. Die Aufteilung der Exekutive führe nämlich zu Meinungsverschiedenheiten oder sogar Feindseligkeiten zwischen den Leitern der Exekutive, die ihr dadurch ihre Autorität und Entschlossenheit nehmen würden. Schlimmstenfalls würden sich die Anhänger der verschiedenen Leiter der Exekutive verfeinden. Ein Grund hierfür sei es, dass die meisten Menschen nicht zugeben wollen würden, dass sie im Unrecht lagen. Während eine solche Meinungsvielfalt in der Legislative notwendig sei, führe sie in der Exekutive nur zum Zaudern.
Des Weiteren könne man einen Exekutivrat nur schwer zu Verantwortung ziehen. Ein schlechter Politiker könne nämlich seine Fehler seinen Kollegen im Exekutivrat zuschreiben. Dies benachteilige die Wählerschaft, die exekutives Fehlverhalten eigentlich an der Wahlurne bestrafen müsste. Dadurch würde auch die Kontrolle der Exekutive durch die öffentliche Meinung verloren gehen. Das Argument, dass man die Macht der Exekutive aufteilen müsse, damit kein Einzelner zu mächtig werde, verliere daher an Gewicht. Wenn nur eine einzige Person die Macht der Exekutive handhabe, könne das Volk diese einfacher kontrollieren. Eine große, ambitionierte Clique, die die Exekutive kontrolliert, sei eine größere Gefahr für den Staat als ein einzelnes ambitioniertes Individuum. Hierbei bezieht er sich auf den Genfer Juristen Jean Louis Delolme.